# Delhi (huyện)
Huyện Delhi là một huyện thuộc bang Delhi, Ấn Độ. Thủ phủ huyện Delhi đóng ở Delhi. Huyện Delhi có diện tích 1483 ki lô mét vuông. Đến thời điểm năm 2001, huyện Delhi có dân số 13782976 người.